# Joan Allen
Joan Allen (Rochelle, 20 agosto 1956) è un'attrice statunitense.
È stata candidata a tre Premi Oscar, tre Golden Globe, un Premio BAFTA, quattro Screen Actors Guild Awards e tre Emmy Awards. Nel 1988 ha vinto un Tony Award per la sua interpretazione nello spettacolo Burn This a Broadway. 
Ha ricevuto due candidature per l'Oscar alla miglior attrice non protagonista per Gli intrighi del potere - Nixon (1995) e La seduzione del male (1996), e una candidatura per l'Oscar alla miglior attrice per The Contender (2000).

## Biografia
La Allen ha iniziato la sua carriera di attrice nel 1977 con la Steppenwolf Theatre Company. I suoi ruoli cinematografici più importanti figurano in Manhunter - Frammenti di un omicidio (1986), Tucker - Un uomo e il suo sogno (1988), Tempesta di ghiaccio (1997), Face/Off - Due facce di un assassino (1997), Pleasantville (1998), The Bourne Supremacy (2004), Litigi d'amore (2005), The Bourne Ultimatum - Il ritorno dello sciacallo (2007), Death Race (2008) e Room (2015).
Ha vinto nel 1988 il Tony Award per la migliore attrice in uno spettacolo per il suo debutto a Broadway in Burn This. Ha ricevuto due candidature all'Oscar alla miglior attrice non protagonista per Gli intrighi del potere - Nixon (1995) e La seduzione del male (1996), e una candidatura all'Oscar alla miglior attrice per The Contender (2000). Ha inoltre ricevuto tre candidature ai Golden Globe, una al Premio BAFTA, quattro agli Screen Actors Guild Award e tre al Premio Emmy.

## Filmografia

### Cinema
- Posizioni compromettenti (Compromising Positions), regia di Frank Perry (1985)
- Manhunter - Frammenti di un omicidio (Manhunter), regia di Michael Mann (1986)
- Zeisters, regia di John Golden (1986)
- Peggy Sue si è sposata (Peggy Sue Got Married), regia di Francis Ford Coppola (1986)
- Tucker - Un uomo e il suo sogno (Tucker: The Man and His Dream), regia di Francis Ford Coppola (1988)
- Vietnam - Verità da dimenticare (In Country), regia di Norman Jewison (1989)
- Ethan Frome - La storia di un amore proibito (Ethan Frome), regia di John Madden (1993)
- In cerca di Bobby Fischer (Searching for Bobby Fischer), regia di Steven Zaillian (1993)
- Una strana coppia di svitati (Josh and S.A.M.), regia di Billy Weber (1993)
- Una folle stagione d'amore (Mad Love), regia di Antonia Bird (1995)
- Gli intrighi del potere - Nixon (Nixon), regia di Oliver Stone (1995)
- La seduzione del male (The Crucible), regia di Nicholas Hytner (1996)
- Tempesta di ghiaccio (The Ice Storm), regia di Ang Lee (1997)
- Face/Off - Due facce di un assassino (Face/Off), regia di John Woo (1997)
- Pleasantville, regia di Gary Ross (1998)
- È una pazzia (All the Rage), regia di James D. Stern (1999)
- When the Sky Falls, regia di John Mackenzie (2000)
- The Contender, regia di Rod Lurie (2000)
- Off the Map, regia di Campbell Scott (2003)
- Le pagine della nostra vita (The Notebook), regia di Nick Cassavetes (2004)
- The Bourne Supremacy, regia di Paul Greengrass (2004)
- Yes, regia di Sally Potter (2004)
- Litigi d'amore (The Upside of Anger), regia di Mike Binder (2005)
- Quel che resta di mio marito (Bonneville), regia di Christopher N. Rowley (2006)
- The Bourne Ultimatum - Il ritorno dello sciacallo (The Bourne Ultimatum), regia di Paul Greengrass (2007)
- Blessed Is the Match: The Life and Death of Hannah Senesh, regia di Roberta Grossman (2008) – voce
- Death Race, regia di Paul W. S. Anderson (2008)
- Hachiko - Il tuo migliore amico (Hachiko: A Dog's Story), regia di Lasse Hallström (2009)
- Good Sharma, regia di Suri Krishnamma (2010)
- The Bourne Legacy, regia di Tony Gilroy (2012)
- A Good Marriage, regia di Peter Askin (2014)
- Room, regia di Lenny Abrahamson (2015)

### Televisione
- Say Goodnight, Gracie, regia di Patterson Denny e Austin Pendleton – film TV (1983)
- Evergreen, regia di Fielder Cook – miniserie TV (1985)
- All My Sons, regia di Jack O'Brien – film TV (1987)
- Hallmark Hall of Fame – serie TV, 1 episodio (1987)
- Ai confini della realtà (The Twilight Zone) – serie TV, episodio 2x16 (1987)
- A bruciapelo: la vita di James Brady (Without Warning: The James Brady Story), regia di Michael Toshiyuki Uno – film TV (1991)
- Frasier – serie TV, episodio 3x17 (1996)
- Le nebbie di Avalon (The Mists of Avalon), regia di Uli Edel – miniserie TV (2001)
- Georgia O'Keeffe, regia di Bob Balaban – film TV (2009)
- Luck – serie TV, 6 episodi (2011)
- The Killing – serie TV, 6 episodi (2014)
- The Family – serie TV (2016)
- La storia di Lisey (Lisey's Story), regia di Pablo Larraín – miniserie TV, 8 puntate (2021)
- Zero Day – serie TV (2025)

## Teatro (parziale)
- Fifth of July, di Lanford Wilson, di Steven Schachter. Immaculate Conception Church and School di Highland Park (1978)
- Il re muore, di Eugène Ionesco, regia di Ralph Lane. Immaculate Conception Church and School di Highland Park (1979)
- Balm in Gilead, di Lanford Wilson, regia di John Malkovich. Steppenwolf Theatre e Apollo Theater Center di Chicago (1980)
- Le armi e l'uomo, di George Bernard Shaw, regia di Sheldon Patinkin. Jane Addams Hull House Center Theater di Chicago (1981)
- Settimo cielo, di Caryl Churchill. Steppenwolf Theatre di Chicago (1983)
- Tre sorelle, di Anton Čechov, regia di Austin Pendleton. Steppenwolf Theatre di Chicago (1984)
- Burn This, di Lanford Wilson, regia di Marshall W. Mason. Mark Taper Forum di Los Angeles, Plymouth Theatre di Broadway (1987)
- The Heidi Chronicles, di Wendy Wasserstein, regia di Daniel J. Sullivan. Horizons Playwrights dell'Off Broadway, Plymouth Theatre di Broadway (1989)
- Lettere d'amore, di A.R. Gurney, regia di Randall Arney. Steppenwolf Theatre Company di Chicago (1990)
- The Waverly Gallery, di Kenneth Lonergan, regia di Lila Neugebauer. John Golden Theatre di Broadway (2019)

## Riconoscimenti
- Premio Oscar
  - 1996 – Candidatura alla miglior attrice non protagonista per Gli intrighi del potere - Nixon
  - 1997 – Candidatura alla miglior attrice non protagonista per La seduzione del male
  - 2001 – Candidatura alla miglior attrice per The Contender

- Tony Award
  - 1988 – Miglior attrice protagonista in un'opera teatrale per Burn This
  - 1989 – Candidatura alla miglior attrice protagonista in un'opera teatrale per The Heidi Chronicles

## Doppiatrici italiane
Nelle versioni in italiano dei suoi lavori, Joan Allen è stata doppiata da: 
- Laura Boccanera in The Bourne Supremacy, Litigi d'amore, The Bourne Ultimatum - Il ritorno dello sciacallo, Hachiko - Il tuo migliore amico, The Bourne Legacy, Room, The Family
- Angiola Baggi ne In cerca di Bobby Fischer, Una folle stagione d'amore, La seduzione del male
- Ada Maria Serra Zanetti in Pleasantville, Le nebbie di Avalon, Quel che resta di mio marito
- Melina Martello in Manhunter - Frammenti di un omicidio, Death Race
- Aurora Cancian in La storia di Lisey, Zero Day
- Alessandra Korompay in The Killing, A Good Marriage
- Claudia Balboni in Posizioni compromettenti
- Micaela Esdra in Peggy Sue si è sposata
- Marinella Armagni in La pensione
- Rossella Izzo in Tucker - Un uomo e il suo sogno
- Lorenza Biella in Vietnam - Verità da dimenticare
- Rita Baldini in Ethan Frome - La storia di un amore proibito
- Vittoria Febbi in Gli intrighi del potere - Nixon
- Barbara Castracane in Tempesta di ghiaccio
- Vanna Busoni in Face/Off - Due facce di un assassino
- Tiziana Avarista in È una pazzia
- Maria Pia Di Meo in The Contender
- Cristiana Lionello in Le pagine della nostra vita
- Anna Rita Pasanisi in Georgia O'Keeffe
- Emanuela Rossi in Luck